# Angtoria
Angtoria — симфоник-метал группа, в которую входят британская певица Сара Джезебель Дэва (из Cradle of Filth) и двое братьев из Швеции — Крис Рен (из готик-блэк-метал группы Abyssos), и Томми Рен (бывший член хард-рок группы Moahni Moahna).
Сара Джезебель Дэва, которая в прошлом работала с такими группами как Therion, Mortiis и Mystic Circle, объединилась с братьями Рен в 2001 для того, чтобы создать новую группу. Их дебютный альбом God Has a Plan for Us All вышел в свет в апреле 2006 года. Название группы — «Angtoria» — происходит от названия одноименной песни группы Moahni Moahna, в состав которой входил Томми Рен с 1992 по 1998 годы.

## История
Начало созданию группы положило знакомство и последующая дружба Сары и Криса во время их тура в 2001 с группой Cradle of Filth. Они начали работать над своим первым CD, который по формату должен был напоминать саундтрек к фильму. В 2002 году они записали неофициальный демоальбом, который, за исключением песни «Six Feet Under’s Not Deep Enough», опубликованной на сайте группы, был прослушан только звукозаписывающими компаниями. Этот демо-альбом также включал в себя кавер на песню певицы Кайли Миноуг «Confide in Me». В мае 2005 года группа победила в онлайн соревновании Sunshine and Lollipops. организованном веб-радио Goth Metal World. В виде приза песню группы записали на сборный CD. В конце 2005 года французская звукозаписывающая компания Listenable Records подписала контракт с группой.
Альбом God Has a Plan For Us All содержит все песни с демо-альбома кроме «Child That Walks the Path of a Man», которая была представлена как бонус на диджипаке. Альбом также включает две песни, записанные Крисом и Сарой в 2001 году, в дополнении к шести новым. Место басиста занял Дейв Пибус (Dave Pybus), ранее игравший в Cradle of Filth и Anathema. Мужской вокал в песне «Original Sin» был записан с участием Аарона Стейнторпа из группы My Dying Bride. Сара Джезебель Дэва официально заявила, что собирается в будущем воссоединить членов группы с целью создания нового альбома.
В 2011 Сара заявила на своей официальной странице, что Angtoria продолжит свою работу уже под новым названием. Причиной тому стал уход Томми Рена из группы, так как именно он придумал название группы. По этой же причине была приостановлена активность на официальном сайте несмотря на его доступность.

## Дискография
- Across Angry Skies (2004, Демо)
- God Has a Plan for Us All (2006)

## Состав
- Сара Джезебель Дэва — женский вокал
- Крис Рен — акустическая и электрогитара, клавишные, программирование
- Дейв Пибус — бас-гитара
- Томми Рен — гитары, клавишные, программирование
- Джон Хенриксон — ударные